# Paradoks ksylometryczny
Paradoks ksylometryczny mówi o tym, że objętość drewna zmierzona w jednym odcinku jest inna niż suma objętości pociętych kawałków tego samego drewna. Aby zrozumieć paradoks, należy wiedzieć, że w pierwszym przybliżeniu objętość drewna (leżącego) mierzy się przy założeniu, że jest ona równa objętości walca o takiej samej długości jak drzewo i takiej samej średnicy jak drzewo w środku długości. Tak więc objętość oblicza się wzorem:
V = π * ( D / 2 )² * L = ( Π * D² ) / 4 * L

Gdzie:
- V – objętość drewna
- D – średnica w połowie długości drewna
- L – długość drewna.

Taki sposób pomiaru leśnicy i drzewiarze nazywają: obliczaniem wzorem środkowego przekroju Hubera.
Jednak założenie to nie jest w pełni poprawne. Kształt pnia drzewa lepiej jest w zależności od jego wieku, gatunku, miejsca biosocjalnego w drzewostanie i wielu innych czynników przybliżyć za pomocą stożka, neiloidy lub paraboloidy. Po przecięciu na odcinki drewna paraboloidalnego paradoks ksylometryczny nie zachodzi (może być minimalny). Przy przecięciu drewna o kształcie neiloidy czy stożka suma objętości przeciętych kawałków będzie większa od objętości nieprzeciętego drewna. Przy przecięciu drewna o kształcie pełniejszym od paraboloidalnego suma objętości przeciętych kawałków będzie większą od objętości nieprzeciętego drewna. Mimo że do obliczenia objętości we wszystkich przypadkach stosuje się nadal ten sam wzór, to jednak suma objętości pojedynczych odcinków jest dokładniejsza – bliższa rzeczywistej objętości całego drzewa.
Paradoks ksylometryczny zachodzi również przy stosowaniu innych wzorów dendrometrycznych do obliczania objętości drewna.
Aby zminimalizować błąd wynikły z paradoksu ksylometrycznego, w zakładach przetwarzających drewno a przede wszystkim w zautomatyzowanych tartakach stosuje się obliczanie objętości drewna na podstawie średnic mierzonych np. co 10 cm (tzw. pomiar sekcyjny).